# Wereldkampioenschap superbike van Nürburg 1998
Het wereldkampioenschap superbike van Nürburg 1998 was de vijfde ronde van het wereldkampioenschap superbike en de vierde ronde van de wereldserie Supersport 1998. De races werden verreden op 7 juni 1998 op de Nürburgring nabij Nürburg, Duitsland.

## Superbike

### Race 1
| Pos | Nr  | Rijder               | Constructeur | Rondes | Tijd         | Grid | Punten |
| --- | --- | -------------------- | ------------ | ------ | ------------ | ---- | ------ |
| 1   | 111 | Aaron Slight         | Honda        | 21     | 40:31.963    | 6    | 25     |
| 2   | 45  | Colin Edwards        | Honda        | 21     | +6.608       | 2    | 20     |
| 3   | 7   | Pierfrancesco Chili  | Ducati       | 21     | +12.436      | 4    | 16     |
| 4   | 4   | Akira Yanagawa       | Kawasaki     | 21     | +16.677      | 7    | 13     |
| 5   | 41  | Noriyuki Haga        | Yamaha       | 21     | +44.204      | 8    | 11     |
| 6   | 6   | Peter Goddard        | Suzuki       | 21     | +44.485      | 12   | 10     |
| 7   | 11  | Troy Corser          | Ducati       | 21     | +44.745      | 1    | 9      |
| 8   | 9   | Piergiorgio Bontempi | Kawasaki     | 21     | +56.233      | 14   | 8      |
| 9   | 8   | James Whitham        | Suzuki       | 21     | +59.296      | 9    | 7      |
| 10  | 39  | Alessandro Gramigni  | Ducati       | 21     | +59.519      | 18   | 6      |
| 11  | 44  | Scott Russell        | Yamaha       | 21     | +1:20.123    | 10   | 5      |
| 12  | 19  | Lucio Pedercini      | Ducati       | 21     | +1:30.446    | 16   | 4      |
| 13  | 2   | Carl Fogarty         | Ducati       | 21     | +1:40.282    | 5    | 3      |
| 14  | 15  | Igor Jerman          | Kawasaki     | 20     | +1 ronde     | 19   | 2      |
| 15  | 77  | Rubén Xaus           | Suzuki       | 20     | +1 ronde     | 20   | 1      |
| 16  | 10  | Andrew Stroud        | Kawasaki     | 20     | +1 ronde     | 22   |        |
| 17  | 75  | Normann Manz         | Suzuki       | 19     | +2 ronden    | 31   |        |
| 18  | 50  | Jiří Mrkývka         | Honda        | 19     | +2 ronden    | 27   |        |
| 19  | 78  | Uwe Pollheide        | Kawasaki     | 19     | +2 ronden    | 28   |        |
| 20  | 76  | Lothar Kraus         | Kawasaki     | 19     | +2 ronden    | 30   |        |
| 21  | 53  | Vladimír Karban      | Suzuki       | 18     | +3 ronden    | 29   |        |
| 22  | 91  | Frank Heidger        | Kawasaki     | 18     | +3 ronden    | 24   |        |
| DNF | 74  | Robert Hüber         | Kawasaki     | 11     | Uitgevallen  | 23   |        |
| DNF | 72  | Udo Mark             | Suzuki       | 10     | Uitgevallen  | 13   |        |
| DNF | 5   | Neil Hodgson         | Kawasaki     | 7      | Uitgevallen  | 11   |        |
| DNF | 48  | Andreas Meklau       | Ducati       | 5      | Uitgevallen  | 15   |        |
| DNF | 35  | Gregorio Lavilla     | Ducati       | 0      | Uitgevallen  | 3    |        |
| DNF | 73  | Jonnie Ekerold       | Kawasaki     | 0      | Uitgevallen  | 17   |        |
| DNF | 21  | Jean-Marc Delétang   | Yamaha       | 0      | Uitgevallen  | 26   |        |
| DNS | 27  | Frédéric Protat      | Ducati       | 0      | Niet gestart | 21   |        |
| DNS | 79  | Detlef Guderian      | Kawasaki     | 0      | Niet gestart | 25   |        |

### Race 2
| Pos | Nr  | Rijder               | Constructeur | Rondes | Tijd         | Grid | Punten |
| --- | --- | -------------------- | ------------ | ------ | ------------ | ---- | ------ |
| 1   | 7   | Pierfrancesco Chili  | Ducati       | 21     | 40:48.961    | 4    | 25     |
| 2   | 45  | Colin Edwards        | Honda        | 21     | +11.117      | 2    | 20     |
| 3   | 11  | Troy Corser          | Ducati       | 21     | +11.925      | 1    | 16     |
| 4   | 111 | Aaron Slight         | Honda        | 21     | +34.889      | 6    | 13     |
| 5   | 4   | Akira Yanagawa       | Kawasaki     | 21     | +37.330      | 7    | 11     |
| 6   | 35  | Gregorio Lavilla     | Ducati       | 21     | +55.872      | 3    | 10     |
| 7   | 41  | Noriyuki Haga        | Yamaha       | 21     | +1:04.479    | 8    | 9      |
| 8   | 6   | Peter Goddard        | Suzuki       | 21     | +1:14.487    | 12   | 8      |
| 9   | 9   | Piergiorgio Bontempi | Kawasaki     | 21     | +1:21.927    | 14   | 7      |
| 10  | 8   | James Whitham        | Suzuki       | 21     | +1:23.325    | 9    | 6      |
| 11  | 5   | Neil Hodgson         | Kawasaki     | 21     | +1:23.810    | 11   | 5      |
| 12  | 72  | Udo Mark             | Suzuki       | 21     | +1:40.250    | 13   | 4      |
| 13  | 2   | Carl Fogarty         | Ducati       | 21     | +1:49.074    | 5    | 3      |
| 14  | 19  | Lucio Pedercini      | Ducati       | 20     | +1 ronde     | 16   | 2      |
| 15  | 15  | Igor Jerman          | Kawasaki     | 20     | +1 ronde     | 19   | 1      |
| 16  | 77  | Rubén Xaus           | Suzuki       | 20     | +1 ronde     | 20   |        |
| 17  | 73  | Jonnie Ekerold       | Kawasaki     | 20     | +1 ronde     | 17   |        |
| 18  | 50  | Jiří Mrkývka         | Honda        | 19     | +2 ronden    | 27   |        |
| 19  | 91  | Frank Heidger        | Kawasaki     | 19     | +2 ronden    | 24   |        |
| 20  | 79  | Detlef Guderian      | Kawasaki     | 19     | +2 ronden    | 25   |        |
| 21  | 78  | Uwe Pollheide        | Kawasaki     | 19     | +2 ronden    | 28   |        |
| 22  | 53  | Vladimír Karban      | Suzuki       | 19     | +2 ronden    | 29   |        |
| 23  | 76  | Lothar Kraus         | Kawasaki     | 18     | +3 ronden    | 30   |        |
| DNF | 48  | Andreas Meklau       | Ducati       | 17     | Uitgevallen  | 15   |        |
| DNF | 39  | Alessandro Gramigni  | Ducati       | 11     | Uitgevallen  | 18   |        |
| DNF | 10  | Andrew Stroud        | Kawasaki     | 8      | Uitgevallen  | 22   |        |
| DNF | 21  | Jean-Marc Delétang   | Yamaha       | 7      | Uitgevallen  | 26   |        |
| DNF | 75  | Normann Manz         | Suzuki       | 6      | Uitgevallen  | 31   |        |
| DNF | 74  | Robert Hüber         | Kawasaki     | 3      | Uitgevallen  | 23   |        |
| DNF | 44  | Scott Russell        | Yamaha       | 2      | Uitgevallen  | 10   |        |
| DNS | 27  | Frédéric Protat      | Ducati       | 0      | Niet gestart | 21   |        |

## Supersport
| Pos | Nr | Rijder                | Constructeur | Rondes | Tijd                | Grid | Punten |
| --- | -- | --------------------- | ------------ | ------ | ------------------- | ---- | ------ |
| 1   | 16 | Sébastien Charpentier | Honda        | 18     | 36:23.471           | 22   | 25     |
| 2   | 17 | Pere Riba             | Ducati       | 18     | +1.556              | 6    | 20     |
| 3   | 2  | Vittoriano Guareschi  | Yamaha       | 18     | +2.760              | 1    | 16     |
| 4   | 33 | Robert Ulm            | Yamaha       | 18     | +3.737              | 8    | 13     |
| 5   | 55 | Jörg Teuchert         | Yamaha       | 18     | +3.840              | 10   | 11     |
| 6   | 9  | Wilco Zeelenberg      | Yamaha       | 18     | +13.136             | 14   | 10     |
| 7   | 35 | Mauro Lucchiari       | Ducati       | 18     | +18.292             | 20   | 9      |
| 8   | 14 | Marco Risitano        | Kawasaki     | 18     | +22.938             | 17   | 8      |
| 9   | 11 | Giovanni Bussei       | Suzuki       | 18     | +26.955             | 9    | 7      |
| 10  | 4  | Stéphane Chambon      | Suzuki       | 18     | +28.020             | 7    | 6      |
| 11  | 70 | Christian Kellner     | Suzuki       | 18     | +28.410             | 13   | 5      |
| 12  | 56 | Thomas Körner         | Kawasaki     | 18     | +28.551             | 11   | 4      |
| 13  | 74 | Herbert Kaufmann      | Yamaha       | 18     | +31.930             | 28   | 3      |
| 14  | 27 | Camillo Mariottini    | Bimota       | 18     | +53.520             | 25   | 2      |
| 15  | 18 | Cristiano Migliorati  | Ducati       | 18     | +1:11.739           | 4    | 1      |
| 16  | 71 | Dominik Heydt         | Kawasaki     | 18     | +1:14.334           | 27   |        |
| 17  | 77 | Andre Friedrich       | Suzuki       | 18     | +1:33.600           | 31   |        |
| 18  | 76 | Markus Barth          | Suzuki       | 18     | +1:48.988           | 26   |        |
| 19  | 19 | Walter Tortoroglio    | Suzuki       | 18     | +1:51.811           | 24   |        |
| 20  | 73 | Katja Poensgen        | Suzuki       | 18     | +1:53.387           | 38   |        |
| 21  | 20 | Werner Daemen         | Kawasaki     | 18     | +2:01.802           | 36   |        |
| 22  | 66 | Harald Steinbauer     | Kawasaki     | 16     | +2 ronden           | 29   |        |
| DNF | 8  | Fabrizio Pirovano     | Suzuki       | 17     | Uitgevallen         | 3    |        |
| DNF | 12 | Albert Aerts          | Yamaha       | 17     | Uitgevallen         | 33   |        |
| DNF | 58 | Gerhard Lindner       | Kawasaki     | 15     | Uitgevallen         | 35   |        |
| DNF | 21 | Roberto Teneggi       | Ducati       | 14     | Uitgevallen         | 15   |        |
| DNF | 26 | Marc Fissette         | Yamaha       | 12     | Uitgevallen         | 34   |        |
| DNF | 25 | Christophe Cogan      | Yamaha       | 9      | Uitgevallen         | 16   |        |
| DNF | 22 | Stefan Nebel          | Kawasaki     | 8      | Uitgevallen         | 23   |        |
| DNF | 34 | Giuseppe Fiorillo     | Suzuki       | 6      | Uitgevallen         | 18   |        |
| DNF | 75 | Peter Preussler       | Kawasaki     | 5      | Uitgevallen         | 37   |        |
| DNF | 15 | Jean-Philippe Ruggia  | Bimota       | 2      | Uitgevallen         | 21   |        |
| DNF | 3  | Yves Briguet          | Ducati       | 2      | Uitgevallen         | 2    |        |
| DNF | 1  | Paolo Casoli          | Ducati       | 0      | Uitgevallen         | 5    |        |
| DNF | 5  | Massimo Meregalli     | Yamaha       | 0      | Uitgevallen         | 12   |        |
| DNF | 37 | Serafino Foti         | Bimota       | 0      | Uitgevallen         | 19   |        |
| DNS | 6  | Mario Innamorati      | Kawasaki     | 0      | Niet gestart        | 30   |        |
| DNS | 7  | Ferdinando Di Maso    | Ducati       | 0      | Niet gestart        | 32   |        |
| DNQ | 72 | Ralf Petrovskis       | Kawasaki     | 0      | Niet gekwalificeerd |      |        |

## Tussenstanden na wedstrijd

### Superbike
| Pos | Nr  | Rijder              | Team   | Punten |
| --- | --- | ------------------- | ------ | ------ |
| 1   | 11  | Troy Corser         | Ducati | 160    |
| 2   | 7   | Pierfrancesco Chili | Ducati | 144    |
| 3   | 111 | Aaron Slight        | Honda  | 144    |
| 4   | 41  | Noriyuki Haga       | Yamaha | 143    |
| 5   | 45  | Colin Edwards       | Honda  | 138    |

### Supersport
| Pos | Nr | Rijder               | Team   | Punten |
| --- | -- | -------------------- | ------ | ------ |
| 1   | 8  | Fabrizio Pirovano    | Suzuki | 60     |
| 2   | 17 | Pere Riba            | Ducati | 56     |
| 3   | 2  | Vittoriano Guareschi | Yamaha | 55     |
| 4   | 1  | Paolo Casoli         | Ducati | 43     |
| 5   | 5  | Massimo Meregalli    | Yamaha | 42     |

1998 · 1999 · 2008 · 2009 · 2010 · 2011 · 2012 · 2013